# Facções no Partido Republicano (Estados Unidos)
O Partido Republicano dos Estados Unidos inclui várias facções/alas. Durante o século XIX, as facções republicanas incluíam os half-breeds, que apoiavam a reforma do serviço público, os republicanos radicais, que defendiam a abolição imediata e total da escravidão e vieram a defender direitos civis para escravos libertos durante a Era da Reconstrução e os Stalwarts, que apoiavam a máquina política.
No século XX, as facções republicanas incluíam os republicanos progressistas, a coalizão de Reagan e os republicanos Rockefeller. No século XXI, as facções republicanas incluem conservadores (representados no congresso pelo Comitê de Estudos Republicanos e pela Convenção da Liberdade), moderados (representados no congresso pelo Grupo de Governança Republicana) e libertários (representados no congresso pela Convenção Republicana da Liberdade). Durante e após a presidência de Donald Trump, também surgiram facções pró-Trump e anti-Trump.

## Facções atuais

### Direita cristã
A direita cristã é uma facção política cristã conservadora caracterizada por forte apoio a políticas socialmente conservadoras. Os conservadores cristãos buscam principalmente aplicar sua compreensão dos ensinamentos do cristianismo à política e às políticas públicas, proclamando o valor desses ensinamentos ou procurando usar esses ensinamentos para influenciar a lei e a política pública.
Nos EUA, a direita cristã é uma coalizão informal formada em torno de um núcleo de protestantes evangélicos e católicos romanos conservadores, bem como um grande número de mórmons. O movimento tem suas raízes na política estadunidense desde a década de 1940 e tem sido especialmente influente desde a década de 1970. No final do século XX, a direita cristã tornou-se uma força notável no Partido Republicano. Muitos dentro da direita cristã também se identificam como socialmente conservadores, compondo dois domínios descritos pelo sociólogo Harry F. Dahms como conservadores doutrinários cristãos (anti-aborto e anti-direitos LGBT+) e conservadores apoiadores do armamento civil (favoráveis à Associação Nacional de Rifles).

### Neoconservadores
Os neoconservadores promovem uma política externa intervencionista para promover os interesses estadunidenses no exterior, algo muitas vezes caracterizado como imperialismo. Muitos neoconservadores foram anteriormente identificados como liberais ou eram afiliados ao Partido Democrático. Os neoconservadores receberam o crédito de importar para o Partido Republicano uma política internacional mais ativa. Os neoconservadores são passíveis de ação militar unilateral quando acreditam que ela serve a um propósito moralmente válido (como a disseminação da democracia). Muitos de seus adeptos tornaram-se politicamente famosos durante as administrações presidenciais republicanas do final do século XX, e o neoconservadorismo atingiu o pico de influência durante a administração de George W. Bush, quando desempenharam um papel importante na promoção e planejamento da invasão do Iraque em 2003.
Neoconservadores proeminentes na administração de George W. Bush incluíram Dick Chaney, John Bolton, Paul Wolfowitz, Elliott Abrams, Richard Perle e Paul Bremer. Durante e após a presidência de Donald Trump, o neoconservadorismo declinou e o não-intervencionismo cresceu entre os titulares de cargos republicanos federais.

### Libertários
Os libertários constituem uma facção relativamente pequena do Partido Republicano. Nas décadas de 1950 e 1960, o fusionismo (a combinação do conservadorismo tradicionalista e social com conceitos econômicos libertários de direita) foi essencial para o crescimento do movimento. Essa filosofia está mais intimamente associada a Frank Meyer. Barry Goldwater também teve um impacto substancial no movimento conservador libertário da década de 1960.
Os conservadores libertários do século XXI são a favor do corte de impostos e regulamentos, revogando o Affordable Care Act e protegendo o direito ao armamento. Em questões sociais, eles favorecem a privacidade, se opõem ao USA Patriot Act e se opõem à guerra às drogas. Na política externa, os conservadores libertários favorecem o não-intervencionismo.
Conservadores libertários proeminentes dentro do Partido Republicano incluem o governador de New Hampshire, Chris Sununu, os senadores Mike Lee e Rand Paul, o deputado Thomas Massie e o ex-deputado Ron Paul (que era republicano antes de 1987, depois ingressou no Partido Libertário de 1987 a 1996, voltou ao Partido Republicano de 1996 a 2015 e faz parte do Partido Libertário desde 2015). Ron Paul concorreu à presidência uma vez como libertário e duas vezes mais recentemente como republicano.
A ala conservadora libertária do partido teve relação significativo com o movimento Tea Party.

### Moderados

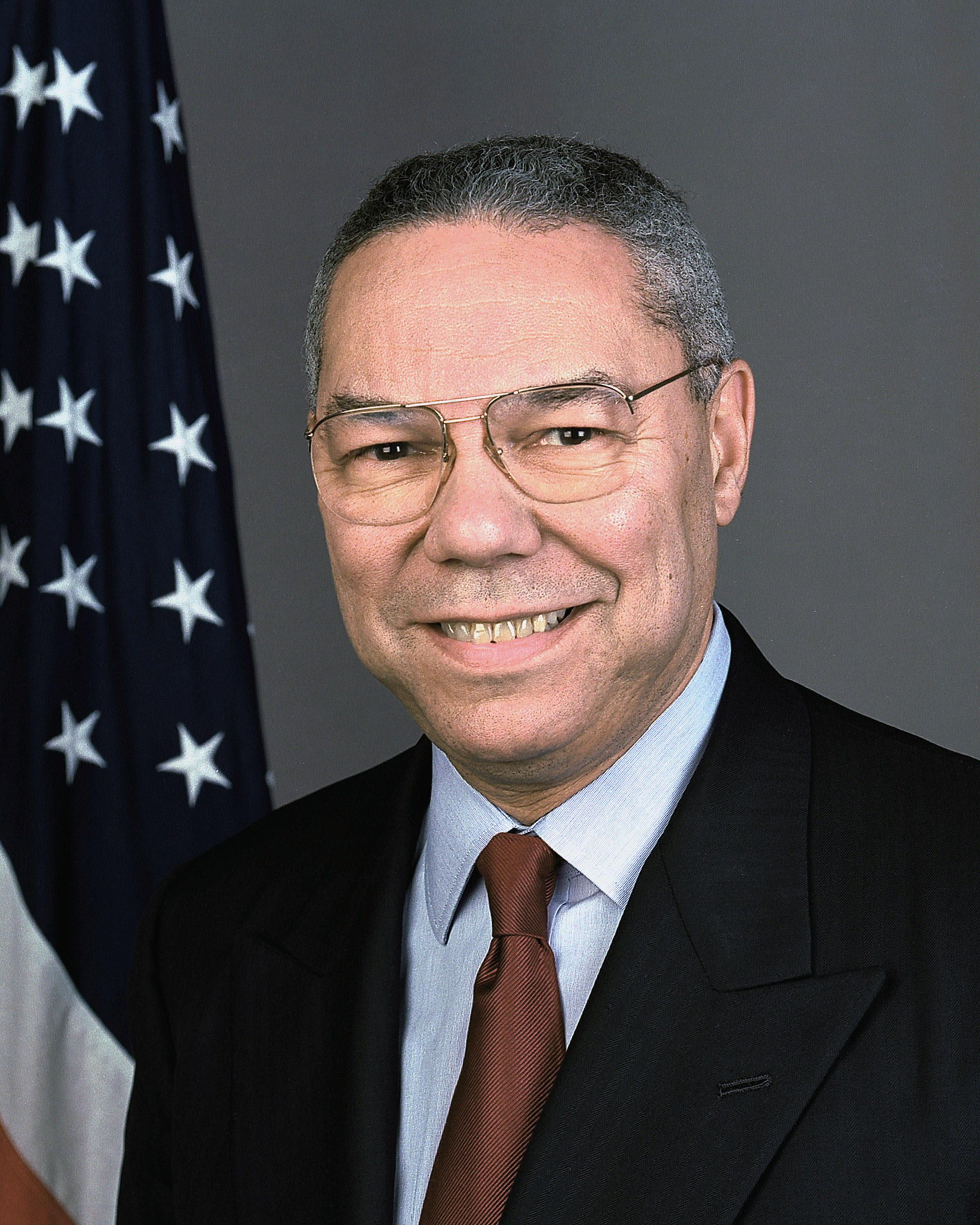
O secretário de Estado Colin Powell foi um dos republicanos moderados de mais alto escalão da história recente e deixou o partido em janeiro de 2021 após a invasão do Capitólio dos Estados Unidos.

Uma facção que encolheu desde a década de 1990, os republicanos moderados modernos são às vezes conhecidos como fiscalmente conservadores e socialmente liberais. Eles tendem a representar estados que tradicionalmente votam em democratas ou eleitores indecisos que são competitivos ou votam nos democratas nas eleições gerais.
Embora às vezes compartilhem as visões econômicas de outros republicanos (como impostos mais baixos, livre comércio, desregulamentação e reforma no bem-estar social), os republicanos moderados diferem porque alguns defendem a ação afirmativa, direitos LGBT+ e união civil entre pessoas do mesmo sexo, acesso legal ou até financiamento público financiamento de abortos, leis de controle de armas, mais regulamentação ambiental e medidas anti-mudança climática, menos restrições à imigração e um caminho para a cidadania de imigrantes ilegais e pesquisa com células-tronco embrionárias. No século XXI, alguns ex-republicanos moderados mudaram para o Partido Democrático. Os proeminentes republicanos moderados do século XXI incluem as senadoras Lisa Murkowski do Alasca e Susan Collins do Maine e vários atuais ou ex-governadores dos estados do Nordeste, como Charlie Baker de Massachusetts, Larry Hogan de Maryland, Phil Scott de Vermont e Chris Sununu de New Hampshire.
O Grupo de Governança Republicana é uma convenção de republicanos moderados dentro da Câmara dos Representantes.

### Republicanos liberais
Eles são uma pequena facção do Partido Republicano, têm as mesmas opiniões econômicas que os republicanos moderados, apoiam mais medidas ambientais, são favoráveis à legalização da maconha recreativa, são socialmente liberais e geralmente são jovens ou celebridades. Os republicanos liberais tendem a representar os estados que geralmente votam em democratas.
Entre os republicanos liberais do século XXI estão o ator e ex-governador Arnold Schwarzenegger da Califórnia, Phil Scott, governador de Vermont, e o ex-governador de Massachusetts Charlie Baker.

### Facções Pró-Trump e Anti-Trump

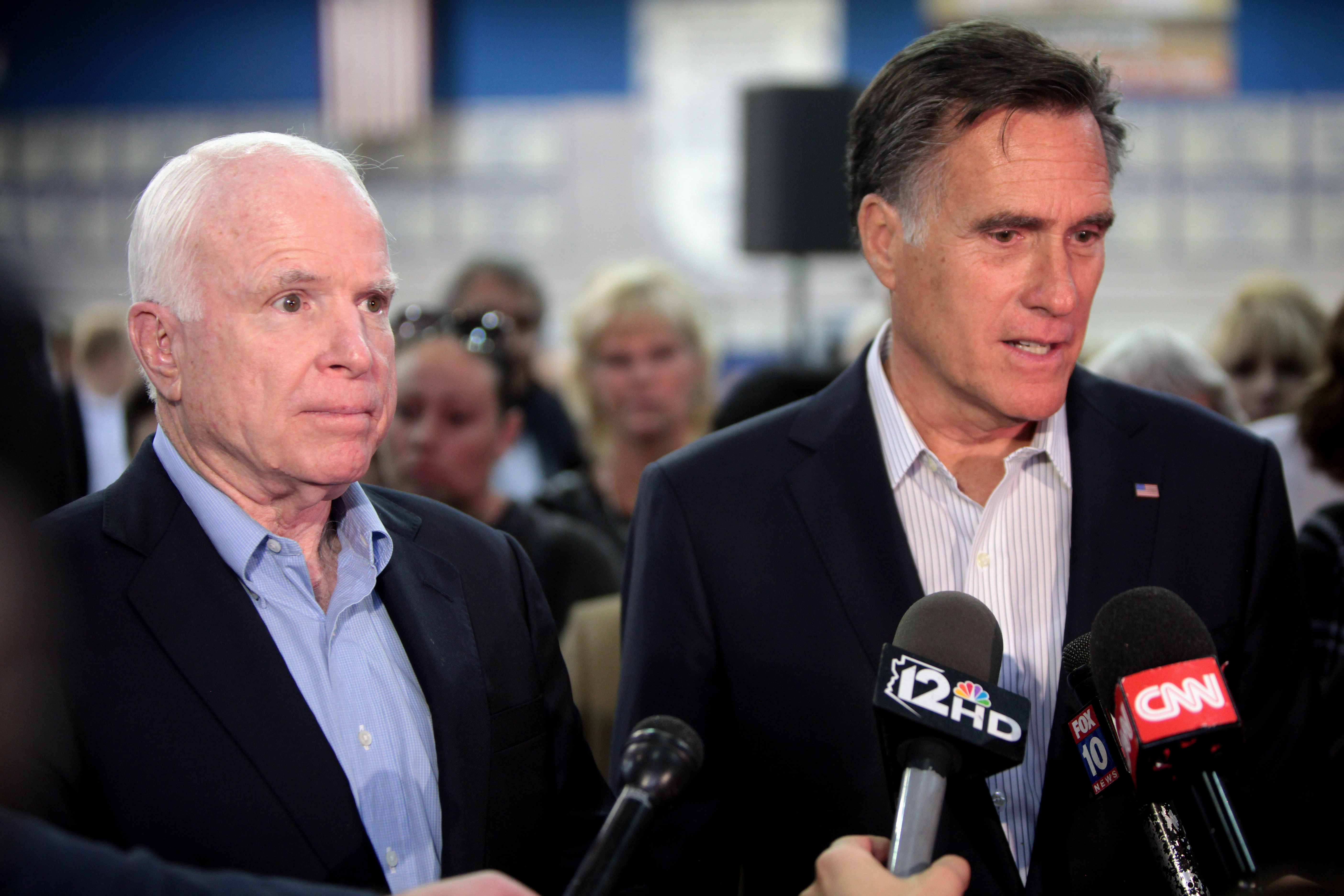
Os ex-candidatos presidenciais John McCain e Mitt Romney foram duas das primeiras vozes do Partido Republicano a condenar publicamente Donald Trump.

Uma divisão se formou no partido entre aqueles que permanecem leais a Donald Trump e aqueles que se opõem a ele. Uma pesquisa recente concluiu que o Partido Republicano estava dividido entre a facção pró-Trump e a facção anti-Trump. O senador John McCain foi um dos primeiros críticos do "trumpismo" dentro do Partido Republicano, recusando-se a apoiar o então candidato presidencial republicano nas eleições presidenciais de 2016.
Vários críticos da facção de Trump enfrentaram várias formas de retaliação. Liz Cheney foi removida de seu cargo de presidente da conferência republicana na Câmara dos Representantes, o que foi amplamente percebido como uma retaliação por suas críticas a Trump; em 2022, ela foi derrotada por um desafiante pró-Trump nas primárias. O representante Adam Kinzinger decidiu se aposentar no final de seu mandato, enquanto Lisa Murkowski enfrentou uma desafiante pró-Trump nas primárias para o senado em 2022, Kelly Tshibaka, a quem ela derrotou. Um desafio primário para Mitt Romney foi sugerido por Jason Chaffetz, que criticou seus oponentes dentro do Partido Republicano como "odiadores de Trump". O deputado Anthony Gonzalez, um dos 10 republicanos da Câmara que votaram pelo impeachment de Trump por causa do motim no Capitólio, chamou Trump de "um câncer" ao anunciar sua aposentadoria. Chris Christie, que está concorrendo contra Trump nas primárias republicanas de 2024, chamou Trump de "um solitário, autoconsumido, egoísta monopolista" em seu anúncio presidencial.

## Facções históricas

### Half-breeds
Os half-breeds (tradução literal: "mestiços") foram uma facção reformista das décadas de 1870 e 1880. O nome, que se originou com rivais alegando que os half-breeds eram apenas "meio" republicanos, passou a abranger uma ampla gama de figuras que nem todas se davam bem. De um modo geral, os políticos rotulados de half-breeds eram moderados ou progressistas que se opunham à máquina política dos Stalwarts e promoviam reformas nos serviços civis.

### Republicanos progressistas
Historicamente, o Partido Republicano incluía uma ala progressista que defendia o uso do governo para melhorar os problemas da sociedade. Theodore Roosevelt, um dos primeiros líderes do movimento progressista nos EUA, avançou o programa doméstico "Square Deal" como presidente (1901–1909) que foi construído com os objetivos de controlar as corporações, proteger os consumidores e conservar os recursos naturais. Depois de se distanciar de seu sucessor, William Howard Taft, no rescaldo da controvérsia Pinchot-Ballinger, Roosevelt tentou bloquear a reeleição de Taft, primeiro desafiando-o para a indicação presidencial republicana de 1912 e, quando isso falhou, entrando na eleição presidencial de 1912 como candidato de um terceiro partido, concorrendo na chapa progressista. Ele conseguiu privar Taft de um segundo mandato, mas ficou em segundo lugar, atrás do democrata Woodrow Wilson.
Após a derrota de Roosevelt em 1912, a ala progressista do partido entrou em declínio. Os republicanos progressistas na Câmara dos Representantes dos EUA realizaram um protesto em dezembro de 1923, no início do 68.º Congresso, quando se recusaram a apoiar o candidato da Conferência Republicana para Presidente da Câmara, Frederick H. Gillett, votando em vez disso outros dois candidatos. Após oito votações em dois dias, eles concordaram em apoiar Gillett em troca de um assento no Comitê de Regras da Câmara e prometem que mudanças subsequentes nas regras seriam consideradas. Na nona votação, Gillett recebeu 215 votos, a maioria dos 414 votos expressos, para vencer a eleição.
Além de Theodore Roosevelt, os principais republicanos progressistas incluíam Robert M. La Follette, Charles Evans Hughes, Hiram Johnson, William Borah, George W. Norris, William Allen White, Victor Murdock, Clyde M. Reed e Fiorello La Guardia.

### Republicanos radicais
Os republicanos radicais foram um fator importante do partido desde seu início em 1854 até o final da Era da Reconstrução em 1877. Os radicais se opunham fortemente à escravidão, eram abolicionistas e, mais tarde, defenderam direitos iguais para homens e mulheres libertos da escravidão. Frequentemente, eles estavam em desacordo com as facções moderadas e conservadoras do partido. Durante a Guerra Civil Estadunidense, os republicanos radicais pressionaram pela abolição como um dos principais objetivos da guerra e se opuseram aos planos moderados de reconstrução de Abraham Lincoln por os considerarem muito indulgentes com os Confederados. Após o fim da guerra e o assassinato de Lincoln, os radicais entraram em conflito com Andrew Johnson sobre a política de reconstrução.
Depois de obter grandes vitórias nas eleições parlamentares de 1866, os radicais assumiram a reconstrução, promovendo uma nova legislação protetora dos direitos civis dos estadunidenses pretos. John C. Frémont, de Michigan, o primeiro candidato do partido à presidência em 1856, era um republicano radical. Incomodada com a política de Lincoln, a facção se separou do Partido Republicano para formar o efêmero Partido da Democracia Radical em 1864 e novamente indicou Frémont para presidente. Eles apoiaram Ulysses S. Grant para presidente em 1868 e 1872. À medida que os democratas sulistas retomavam o controle no Sul e o entusiasmo pela reconstrução contínua diminuía, sua influência dentro do Partido Republicano diminuía.

### Coalizão Reagan
De acordo com o historiador George H. Nash, a coalizão Reagan no Partido Republicano, centrada em torno de Ronald Reagan e seu governo durante toda a década de 1980 (continuando no final da década de 1980 com o governo de George H. W. Bush), originalmente consistia em cinco facções: o libertários de direita, tradicionalistas, anticomunistas, neoconservadores e a direita religiosa (que consistia em protestantes, católicos e alguns judeus republicanos).

### Republicanos Rockfeller

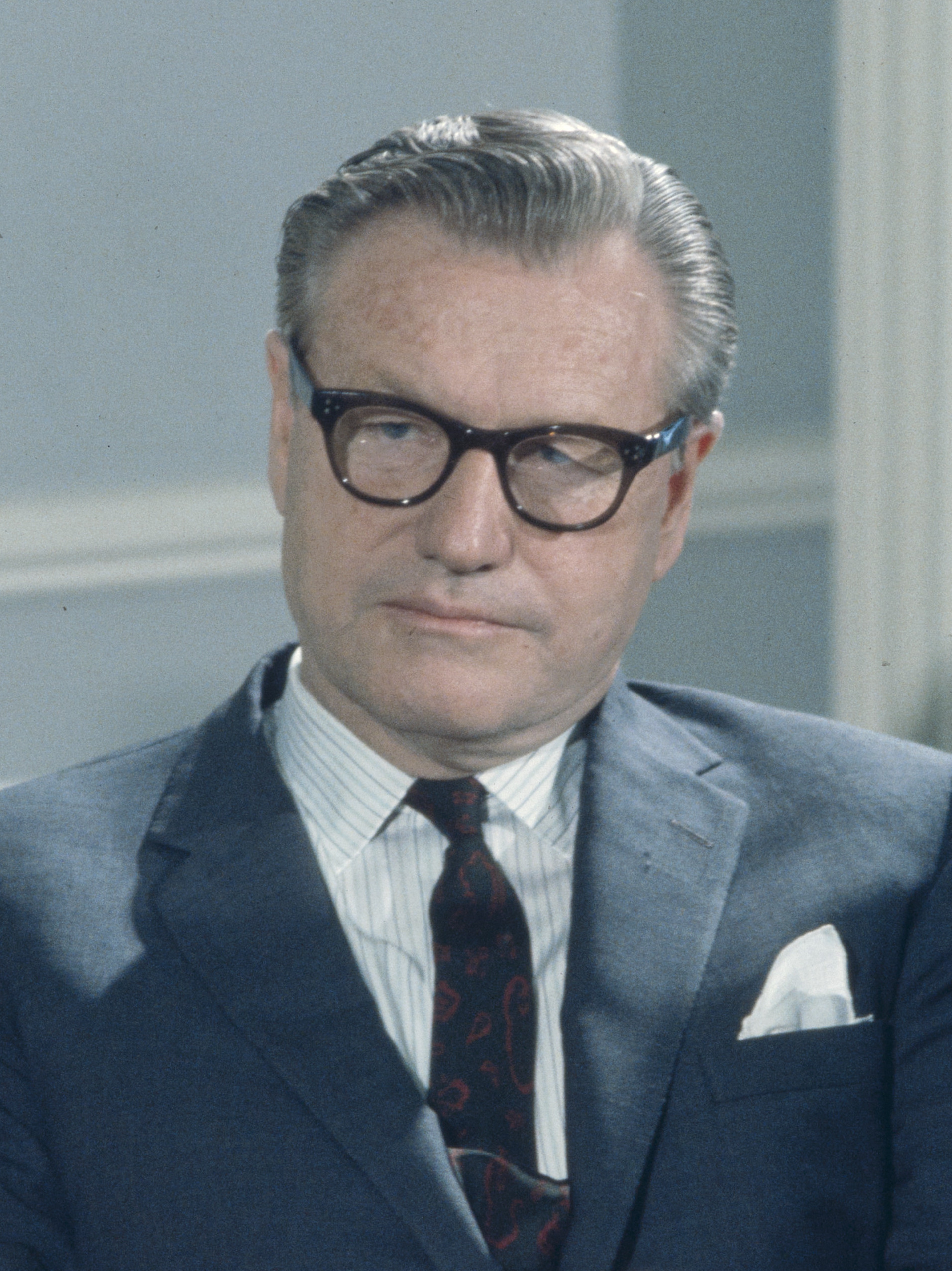
Nelson Rockfeller em 1960.

Os republicanos moderados ou liberais no século XX, particularmente os do Nordeste e da Costa Oeste, eram chamados de "Estabelecimento Oriental" ou "republicanos Rockefeller", em homenagem a Nelson Rockefeller. Republicanos liberais proeminentes de meados da década de 1930 até a década de 1970 incluíram: Alf Landon, Wendell Willkie, Earl Warren, Thomas Dewey, Prescott Bush, James B. Pearson, Henry Cabot Lodge Jr., George W. Romney, Theodore McKeldin, William Scranton, Charles Mathias, Lowell Weicker, Nancy Kassebaum, Jacob Javits e o presidente Dwight D. Eisenhower.
Com seu poder diminuindo nas últimas décadas do século XX, muitos republicanos Rockefeller foram substituídos por democratas conservadores e moderados, como os das coalizões Blue Dog ou Novo Democrata. O escritor e acadêmico Michael Lind afirmou que, em meados da década de 1990, o liberalismo do então presidente democrata Bill Clinton e o movimento da terceira via estavam, de muitas maneiras, à direita de Eisenhower, Rockefeller e do prefeito republicano da cidade de Nova York na final dos anos 1960, John Lindsay.

### Stalwarts
Os Stalwarts eram uma facção tradicionalista que existiu desde a década de 1860 até a década de 1880. Eles representavam os republicanos "tradicionais" que favoreciam a máquina política (com políticas como clientelismo, spoil system) e se opunham às reformas do serviço público de Rutherford B. Hayes e dos half-breeds mais progressistas. Eles decaíram após as eleições de Hayes e James A. Garfield. Após o assassinato de Garfield por Charles J. Guiteau, seu vice-presidente Chester A. Arthur assumiu a presidência. No entanto, em vez de perseguir os objetivos dos Stalwarts, ele assumiu a causa reformista, o que restringiu a influência da facção.

### Movimento Tea Party
O movimento Tea Party foi um movimento político fiscalmente conservador dentro do Partido Republicano que começou em 2009 após a eleição de Barack Obama como presidente dos EUA. Membros do movimento pediam impostos mais baixos e uma redução da dívida nacional dos EUA e do déficit orçamentário federal por meio da redução dos gastos do governo. O movimento apoiava os princípios de um governo pequeno e se opunha à saúde universal. Foi descrito como um movimento constitucional popular.
Em questões de política externa, o movimento apoiava amplamente evitar conflitos desnecessários e se opunha ao internacionalismo liberal. Seu nome refere-se ao Boston Tea Party de 16 de dezembro de 1773, um divisor de águas no início da Revolução Estadunidense. Em 2016, Politico afirmou que o movimento Tea Party moderno estava "praticamente morto"; no entanto, o artigo observou que parecia morrer em parte porque algumas de suas ideias foram "cooptadas" pela maioria do Partido Republicano.
Os políticos associados ao Tea Party incluem os ex-deputados Ron Paul, Michele Bachmann e Allen West, os senadores Ted Cruz, Mike Lee e Tim Scott, o ex-senador Jim DeMint, o ex-chefe de gabinete interino da Casa Branca Mick Mulvaney e o candidato republicano à vice-presidência de 2008 e ex-governadora do Alasca, Sarah Palin. Embora nunca tenha havido um fundador ou líder claro do movimento, Palin obteve a pontuação mais alta em uma pesquisa do Washington Post de 2010 perguntando aos organizadores do Tea Party "qual figura nacional melhor representa seus grupos?". Ron Paul foi descrito em um artigo da Atlantic em 2011 como seu "padrinho intelectual". Tanto Paul quanto Palin, embora ideologicamente diferentes em muitos aspectos, tiveram uma grande influência no surgimento do movimento devido às suas respectivas participações nas eleições primárias presidenciais e vice-presidenciais de 2008.
Várias organizações políticas foram criadas em resposta à crescente popularidade do movimento no final dos anos 2000 e no início dos anos 2010, incluindo o Tea Party Patriots, o Tea Party Express e o Tea Party Caucus.